# Stories from the City, Stories from the Sea
Stories from the City, Stories from the Sea —en españolː Historias de la ciudad, historias del mar— es el quinto álbum de estudio de la cantante y compositora inglesa PJ Harvey, publicado por Island Records el 24 de octubre de 2000. Grabado en el período de marzo a abril de ese año, contiene temas de amor que están relacionados con el afecto de Harvey por la ciudad de Nueva York.
Tras su lanzamiento recibió la aclamación de la mayoría de la crítica especializada, llegando a ganar el Mercury Music Prize en 2001 y obteniendo dos nominaciones a los Premios Grammy,  entre ellas la categoría de mejor álbum de rock; a menudo se considera uno de sus mejores trabajos y varios medios especializados lo incluyeron en diversas listas de lo mejor de la década de 2000. En la versión actualizada de Los 500 mejores álbumes de todos los tiempos según Rolling Stone, se ubicó en el puesto número 431.
Siendo promocionado por los sencillos «Good Fortune», «A Place Called Home» e «This Is Love», el álbum se convirtió en el segundo mayor éxito comercial de la carrera de Harvey después de To Bring You My Love (1995), siendo certificado con el disco de platino en el Reino Unido y Australia.
En el 2020 el álbum fue ubicado en el puesto 313 de la lista de los 500 mejores álbumes de todos los tiempos de la revista Rolling Stone.

## Historia

### Inspiración y grabación

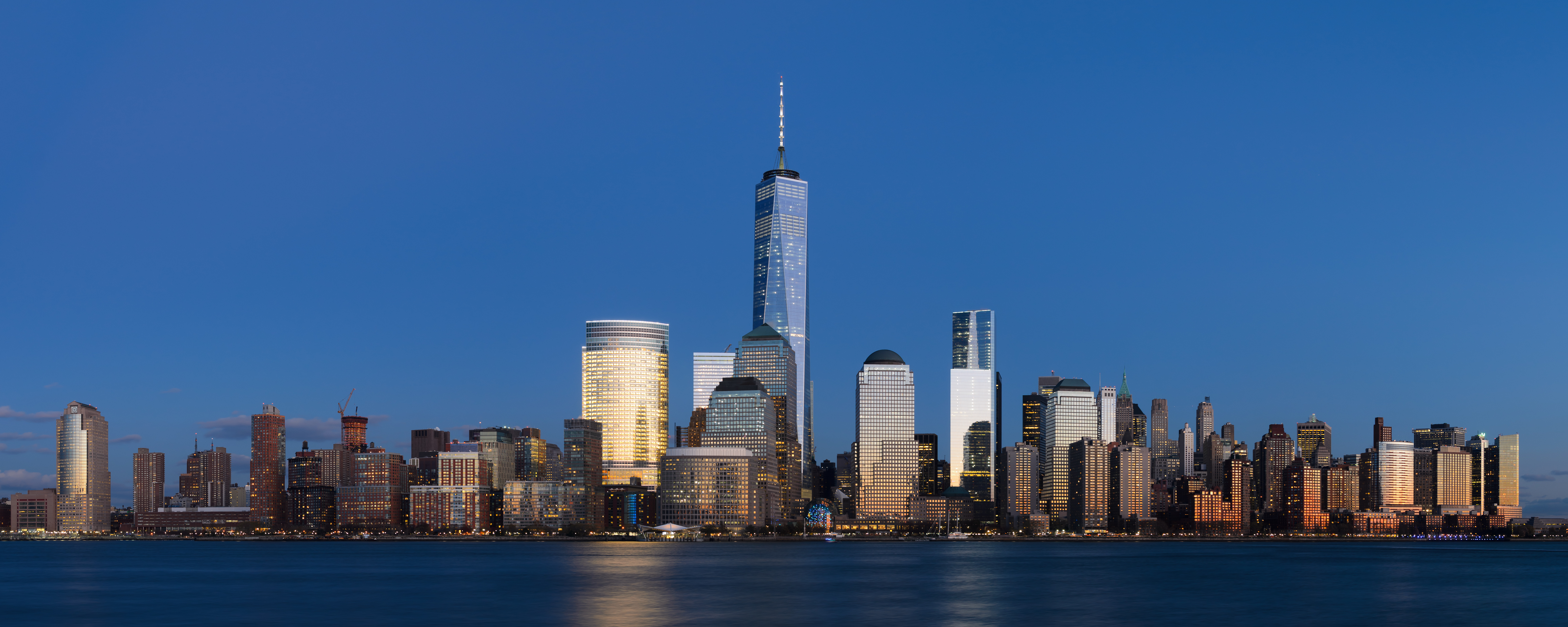
La ciudad de Nueva York inspiró varias de las canciones del álbum.

En 1998, mientras Harvey rodaba una película como actriz para Hal Hartley en Nueva York, se sintió inspirada por la ciudad y escribió varias canciones. Varias de ellas terminarían siendo parte de su siguiente trabajo discográfico. Fue durante 1999 que decidió vivir allí, cuya estadía se prolongó por nueve meses. Aunque en el álbum se mencionan expresamente el Empire State Building o Manhattan, en diversas entrevistas Harvey afirmó que «no era mi álbum de Nueva York», ya que algunas de las canciones las escribió en Londres y en su hogar en Dorset.
Stories from the City, Stories from the Sea se grabó en el período de marzo y abril de 2000 en el Great Linford Manor en Milton Keynes, en ocasiones por medios bastante precarios como el de una mesa de 4 pistas. Fue coproducido por Mick Harvey, Rob Ellis y la propia Harvey. Harvey grabó las guitarras eléctricas en 10 de las 12 canciones que componen el disco, tocó el bajo en «Big Exit» y los teclados y el piano entre otros instrumentos; Rob Ellis se encargó principalmente la batería y el piano, Mick Harvey interpretó el bajo en la mayoría de los temas y fue mezclado por Victor Van Vugt en el Fallout Shelter. El álbum presentó un dúo con el vocalista de Radiohead, Thom Yorke, en la canción «This Mess We're In», así como coros y teclados de Yorke en las canciones «One Line» y «Beautiful Feeling». Conoció a Yorke en 1992 y se mantuvieron en contacto. La propia Harvey había mostrado interés anteriormente en que alguien cantara un tema completo de ella.

### Estilo musical y temática

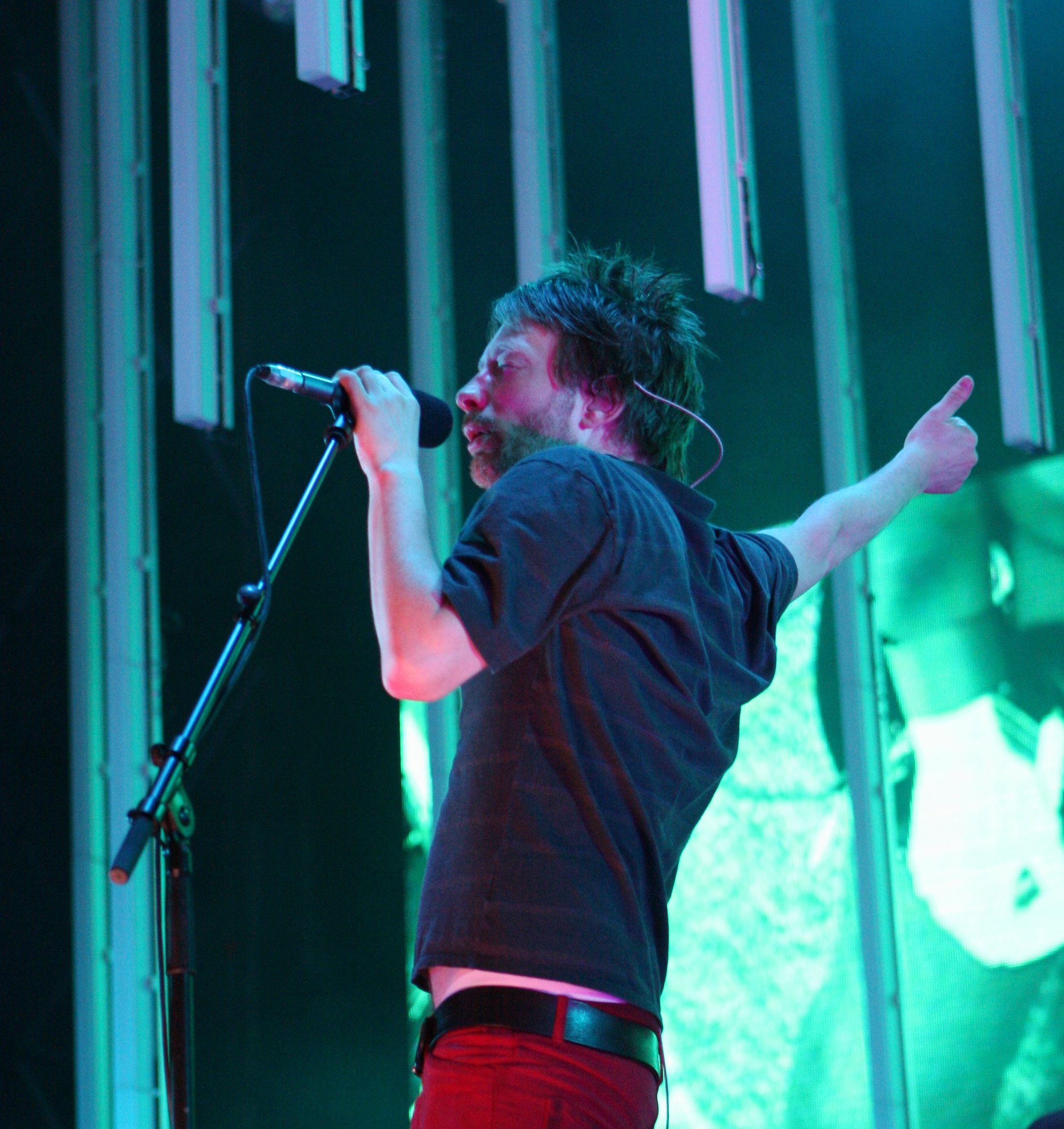
Thom Yorke, vocalista de Radiohead, prestó su voz en varios de los temas y canto completamente la canción «This Mess We’re In».

Musicalmente el álbum difiere de sus trabajos anteriores; mientras que en Dry (1992) y Rid of Me (1993) predominaba un rock crudo y agresivo, To Bring You My Love (1995) se acercó más al blues y en Is This Desire? (1998) mostró un estilo más oscuro y electrónico, Stories From the City, Stories from the Sea posee un sonido más accesible y cercano al rock pop sin dejar de lado el rock alternativo. Sobre esto Harvey mencionó lo siguiente: 

«Es un disco alegre. Al menos, uno más alegre que los anteriores. Estoy creciendo y tan solo he encontrado otra perspectiva, una mejor quizás, que me ha llevado a una música más redonda, más profunda. Ha sucedido de forma natural.»

La propia Harvey consideró a este álbum "más completo y sofisticado" que sus discos predecesores. En una entrevista para la revista Q mencionó que quería que contrastara totalmente con el sonido oscuro y experimental de Is This Desire?. Sin embargo, admitió en broma que era solo «pop», según PJ Harvey, que es «probablemente lo menos pop que se puede obtener de acuerdo con los estándares de la mayoría de las personas».
La temática del álbum en general aborda los sentimientos tras la ruptura de una relación, la frustración en la vida y de la infelicidad. «We Float», canción que cierra el disco, habla de la búsqueda del amor y del éxito; «This Mess We’re In», cantada junto a Thom Yorke, trata del momento en que un pareja decide poner fin a su relación; «Good Fortune», el primer sencillo, habla de mala suerte en el amor, mientras que la esperanza es el tema central en el que se convirtió en el segundo sencillo, «A Place Called Home».

## Lanzamiento y rendimiento en las listas
Publicado el 23 de octubre de 2000, Stories from the City, Stories from the Sea debutó en la posición número 23 de la lista de álbumes del Reino Unido, en donde se mantuvo por 17 semanas. Pese a haber alcanzado 6 posiciones menos que su álbum anterior, Is This Desire?, el éxito comercial fue bastante mayor que este, ya que llegaría a vender casi 5 veces más en ese país, siendo certificado con el disco de platino por la Industria Fonográfica Británica tras alcanzar las 300,000 unidades vendidas; similar cantidad vendió en Estados Unidos, territorio en el que alcanzó el puesto 42 de la lista del Billboard 200. En Australia debutaría en el puesto 20 en donde obtuvo la certificación de platino por la Asociación Australiana de la Industria de Grabación; en Bélgica llegó al puesto 35 y obtuvo el disco de oro. El álbum se posicionó en el top 10 de tres países: número 8 en Noruega; 10 en Suecia y 7 en Francia, en este último país al llegar a las 100,000 copias vendidas fue certificado con el disco de oro por el Sindicato nacional de la edición fonográfica.
La edición estándar de 12 canciones fue publicada en el resto del mundo, mientras que la edición del Reino Unido y la japonesa contenían como tema extra el lado-B «This Wicked Tongue».
Tres sencillos fueron lanzados para promocionar el álbum; «Good Fortune», el primero de ellos, recién aparecería el 13 de noviembre de 2000, 21 días después del lanzamiento de Stories from the City, Stories from the Sea, posicionándose en el puesto 41 de la lista de sencillos del Reino Unido. Le seguiría «A Place Called Home» que alcanzó el número 43 y finalmente, en octubre de 2001, se publica «This Is Love», que al igual «Good Fortune» llegaría al puesto 41.

## Recepción de la crítica
Stories from the city, Stories from the Sea recibió la aclamación por parte de la crítica especializada. En Metacritic recibió un puntaje de 88 de 100, basado en 25 reseñas.
En su crítica para el sitio Allmusic y al darle una calificación de cuatro estrellas de cinco, Heather Phares afirmó sobre el disco que «las letras directas y vulnerables reemplazan las alegorías y metáforas de su trabajo anterior, y la producción del álbum pule las canciones en lugar de oscurecerlas en ruidos o trucos de estudio».
David Browne de Entertainment Weekly lo llamó el trabajo más importante de Harvey desde To Bring You My Love, destacando que el álbum es «un recordatorio vigorizante de los días en que la música llegaban a las guitarras, no a los coreógrafos»; Natalie Nichols de Los Angeles Times comparó a la artista con Patti Smith y Siouxsie Sioux, escribiendo en su crítica: «músicos que, como Harvey, proyectan una sexualidad derivada de la sensibilidad masculina del rock, aunque nunca limitada por ella». NME lo aclamó como «una magnífica obra de afirmación de la vida» de Harvey. Robert Christgau, en su crítica para Rolling Stone lo llamó «el mejor álbum de su carrera». Joshua Clover de Spin le otorgó un puntaje de ocho sobre diez, afirmando que «es un álbum que irá al cielo de los grandes registros». Para la edición de 2004 del libro The Rolling Stone Album Guide el álbum obtuvo el puntaje máximo de cinco estrellas. Aunque Spencer Owen de Pitchfork fue quien escribió una de las reseñas negativas al decir que era un álbum carente de distinción y que «su brillo se vuelve más suave y su música se vuelve más aburrida».
Las críticas en retrospectiva por parte de diversos medios en español fueron sumamente positivas: En 2007, en un artículo sobre de la discografía de Harvey, el sitio Jenesaispop lo puntuó con un 10, escribiendo que «ha sido el paso del tiempo el que lo ha ido encumbrando como una de las obras capitales del rock del siglo XXI»; Alfredo Lewin de Rockaxis lo llamó «un álbum de pura fineza auditiva», también comparando su sonido con Patti Smithm además de Elvis Costello e incluso con The Beatles. El sitio web Ensenadita le otorgó el calificativo de «disco que posee una belleza que lo hace único e incomparable». En 2016, el sitio Hipersónica le dio una calificación de 9.8 de 10, diciendo que Harvey «llenó el álbum de un repertorio brillante, canciones de amor y de rock de alto voltaje». En 2017, en su columna para el periódico Mundiario, Manuel García Pérez mencionó que «aquel disco de 2000 confirmó la evolución de un artista, PJ Harvey, que renovó la visión que muchos teníamos a la estrechez de miras del pop».

### Reconocimientos
El álbum obtuvo dos nominaciones a los BRIT Awards como Mejor Artista Femenina Británica durante dos años consecutivos, así como dos nominaciones a los Premios Grammy en las categorías de Mejor álbum de rock y Mejor interpretación vocal de rock femenina gracias al sencillo «This Is Love», además de ser el tercer álbum consecutivo de Harvey en ser nominado a dichos premios. En el año 2001, Stories from the City, Stories from the Sea fue nominado al Mercury Music Prize (sus nominaciones anteriores fueron para Rid of Me y To Bring You My Love). La ceremonia de premiación se llevó a cabo el 11 de septiembre de 2001. Aquel día  Harvey se encontraba en Washington D. C. y fue testigo de los ataques terroristas al Pentágono desde la habitación del hotel en que se hospedaba.  Fue anunciada como la ganadora y aceptó su premio por teléfono, diciendo que «ha sido un día muy surrealista. Todo lo que puedo decir es muchas gracias, estoy absolutamente sorprendida». La victoria convirtió a Harvey en la primera solista femenina en recibir el Mercury Prize. También estuvo nominado como álbum del año en los Shortlist Music Prize en Estados Unidos y en los Q Awards, organizado por la revista Q en las islas británicas. En los South Bank Sky Arts Awards basados en The South Bank Show y organizado por Sky Arts, ganó el premio al mejor álbum de pop.
Varios medios especializados inculyeron a Stories from the City, Stories from the Sea en diversas listas: el año 2002 la revista Q lo nombró «el álbum más grande de todos los tiempos de una artista femenina»; en 2006,  fue elegido por Time como uno de los 100 mejores álbumes de todos los tiempos; en 2008 el sitio Jenesaispop lo ubicó en la posición 21 de su lista de «Discos de la década». En 2009, Pitchfork nombró al álbum como el 124.º mejor disco de la década de 2000; ese mismo año, NME lo clasificó en el puesto 6 de los 100 mejores álbumes de dicha década. En 2002 fue clasificado en la posición número ocho de la lista de Los 50 álbumes esenciales femeninos del rock de Rolling Stone; aunque en la misma lista elaborada en 2012 lo ubicó en el puesto 31. Este último medio también lo llamó  “el trigésimo quinto mejor álbum de la década”; en su versión actualizada de Los 500 mejores álbumes de todos los tiempos, se ubicó en el puesto número 431 también lo posicionó en el puesto 35 de su listado de los mejores álbumes del decenio.
El disco también apareció en el libro 1001 Álbumes que hay que escuchar antes de morir. En 2019, el periódico The Guardian lo ubicó en el número 19 de su lista «Los 100 mejores álbumes del siglo 21».

## Lista de canciones
Todas las canciones han sido escritas por PJ Harvey.

| Stories from the City, Stories from the Sea – Standard edition |                                            |          |  |
| N.º                                                            | Título                                     | Duración |  |
| 1.                                                             | «Big Exit»                                 | 3:51     |  |
| 2.                                                             | «Good Fortune»                             | 3:20     |  |
| 3.                                                             | «A Place Called Home»                      | 3:43     |  |
| 4.                                                             | «One Line»                                 | 3:14     |  |
| 5.                                                             | «Beautiful Feeling»                        | 4:00     |  |
| 6.                                                             | «The Whores Hustle and the Hustlers Whore» | 4:01     |  |
| 7.                                                             | «This Mess We're In»                       | 3:57     |  |
| 8.                                                             | «You Said Something»                       | 3:19     |  |
| 9.                                                             | «Kamikaze»                                 | 2:24     |  |
| 10.                                                            | «This Is Love»                             | 3:48     |  |
| 11.                                                            | «Horses in My Dreams»                      | 5:38     |  |
| 12.                                                            | «We Float»                                 | 6:07     |  |

UK & Japan bonus track

| Stories from the City, Stories from the Sea – UK & Japan bonus track |                      |          |  |
| N.º                                                                  | Título               | Duración |  |
| 13.                                                                  | «This Wicked Tongue» | 3:42     |  |

## Posicionamiento en las listas
| País           | Lista                        | Posición |
| -------------- | ---------------------------- | -------- |
| Australia      | Australian ARIA Albums Chart | 20       |
| Austria        | Austrian Ö3 Top 40           | 43       |
| Bélgica        | Belgian Albums Chart (Vl)    | 35       |
| Canadá         | Canadian Albums Chart        | 37       |
| Países Bajos   | Dutch Top 100                | 42       |
| Finlandia      | Finnish Albums Chart         | 31       |
| Francia        | French SNEP Albums Chart     | 7        |
| Alemania       | German Albums Chart          | 54       |
| Irlanda        | Irish Albums Chart           | 17       |
| Nueva Zelanda  | New Zealand RIANZ Top 40     | 42       |
| Noruega        | Norwegian Albums Chart       | 8        |
| Suecia         | Swedish Albums Chart         | 10       |
| Suiza          | Swiss Hitparade Albums Chart | 26       |
| Reino Unido    | UK Albums Chart              | 23       |
| Estados Unidos | US Billboard 200             | 42       |

| País           | Organismo certificador | Certificación | Ventas  |
| -------------- | ---------------------- | ------------- | ------- |
| Australia      | ARIA                   | Platino       | 70,000  |
| Bélgica        | BEA                    | Oro           | 25,000  |
| Francia        | SNEP                   | Oro           | 100,000 |
| Reino Unido    | BPI                    | Platino       | 300,000 |
| Estados Unidos | RIAA                   | —             | 357,000 |

## Créditos
Todos los créditos se han adaptado a partir de las notas del álbum.
Músicos

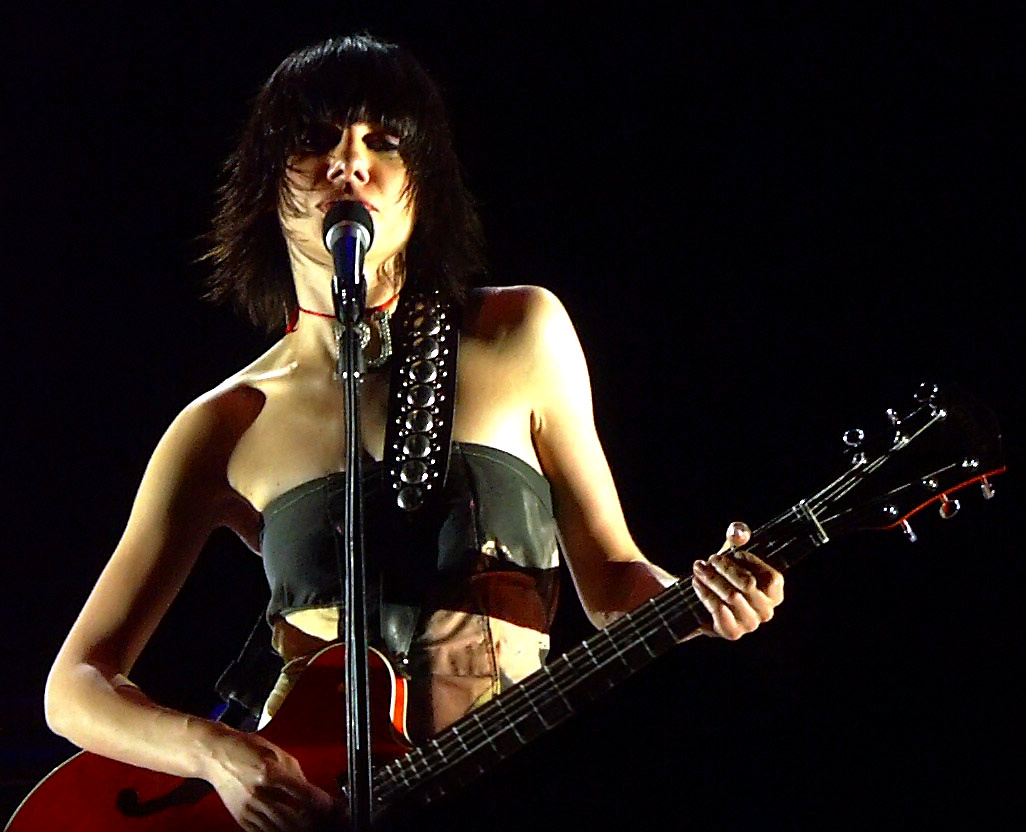
PJ Harvey coprodujo el álbum junto a Rob Ellis y Mick Harvey.

- PJ Harvey – voz, guitarras (1–3, 5–11), bajo (1), teclados (3, 4, 8, 10), piano (12), djembe (12), maracas (6), e-bow (12), producción, ingeniero de sonido
- Rob Ellis – batería (2, 3, 6–12), piano (2, 3, 7, 11, 12), pandereta (1, 8, 10), sintetizadores (2), teclados (12), campanas (12), clavecín (1), piano electrónico (2), vibrafóno (4), voces de acompañamiento (11, 12), productor
- Mick Harvey – órgano (12), bajo (2–4, 6–12), batería (1, 4), percusión (3), harmonio (1), teclados (7, 9, 10), acordeón (4), voces de acompañamiento (11, 12), productor

Músico invitado
- Thom Yorke – voz (4, 5, 7), teclados (4)

Producción
- Victor Van Vugt – ingeniero de sonido, mezcla (1–11)
- Head – ingeniero, mezcla (12)
- Howie Weinberg - masterización

Diseño
- Rob Crane - diseño
- Maria Mochnacz - diseño, fotografía